# Yvonne Schnorf-Wabel
Yvonne Schnorf-Wabel, née le 28 juillet 1965 à Männedorf, est une coureuse cycliste suisse.

## Biographie
En 1996, elle est 13e de la course en ligne des Jeux olympiques d'Atlanta et en l'an 2000, elle est 9e de la course en ligne des Jeux olympiques de Sydney.
Elle est la sœur de Beat Wabel.

## Palmarès sur route[1]

### Palmarès par années
- 1991
  - 3e du championnat de Suisse sur route
- 1993
  - Tour du lac Majeur
  - 3e du championnat de Suisse du contre-la-montre
- 1994
  - Baar
- 1996
  - 2e du championnat de Suisse sur route
- 1997
  -  Championne de Suisse sur route
  - Grand Prix Suisse féminin
- 1998
  - 3e du championnat de Suisse sur route
- 1999
  - Grand Prix Cham-Hagendorn
  - Rund Um die Rigi
  - 3e du championnat de Suisse sur route
- 2000
  - 2e du championnat de Suisse sur route